# Liste der Schiffe der Köln-Düsseldorfer Deutsche Rheinschiffahrt
Diese Liste umfasst alle Passagierschiffe, die sich im Einsatz der Köln-Düsseldorfer Deutsche Rheinschiffahrt AG befinden oder befunden haben.

## Aktive Schiffe

### Reedereieigene Schiffe
| Name(n) (bei KD) | Name(n) (bei KD)                            | Namen (andere Betreiber)      | Bild | Baujahr | Länge (m) | Anmerkungen                          |
| Name             | ehemalige Namen                             | Namen (andere Betreiber)      | Bild | Baujahr | Länge (m) | Anmerkungen                          |
| ---------------- | ------------------------------------------- | ----------------------------- | ---- | ------- | --------- | ------------------------------------ |
| Asbach           | Marksburg (bis 2002)                        |                               |      | 1996    | 68,13     | baugleich mit ex. Loreley (IV)       |
| Godesburg        |                                             |                               |      | 1994    | 65,90     |                                      |
| Goethe           |                                             |                               |      | 1913    | 83,40     | Radmotorschiff, bis 2008 Dampfschiff |
| Heinrich Heine   | Domspatz (bis 2001) Treis-Karden (bis 2003) | Schouwen-Duiveland (bis 1981) |      | 1969    | 36,22     |                                      |
| RheinHarmonie    | Jan von Werth (bis 2024)                    | Graaf von Bylant (bis 1993)   |      | 1992    | 40,20     |                                      |
| RheinVision      | Loreley (bis 2024)                          |                               |      | 1996    | 68,13     | baugleich mit Asbach                 |
| Moselprinz       |                                             | Lällekönig                    |      | 1980    | 50,5      |                                      |
| RheinMagie       | RheinEnergie (bis 2024)                     |                               |      | 2004    | 90,30     |                                      |
| RheinFantasie    |                                             |                               |      | 2011    | 85,14     |                                      |
| RheinGalaxie     |                                             |                               |      | 2022    | 85        |                                      |
| Stolzenfels      |                                             |                               |      | 1979    | 79,84     |                                      |
| Jan              | Jan von Werth (bis 1993)                    |                               |      | 1928    | 34,00     |                                      |

### Gecharterte Schiffe
| Name(n) (bei KD)  | Name(n) (bei KD)                                   | Namen (andere Betreiber)                               | Bild | Baujahr | Länge (m) | Anmerkungen                     |
| Name              | ehemalige Namen                                    | Namen (andere Betreiber)                               | Bild | Baujahr | Länge (m) | Anmerkungen                     |
| ----------------- | -------------------------------------------------- | ------------------------------------------------------ | ---- | ------- | --------- | ------------------------------- |
| BUGA Koblenz 2011 | Warsteiner Queen (1995–2002) Jeverland (2002–2009) |                                                        |      | 1995    | 52,00     | baugleich mit RheinPoesie       |
| RheinPoesie       | Warsteiner                                         |                                                        |      | 1994    | 52,00     | baugleich mit BUGA Koblenz 2011 |
| Boppard           |                                                    | Ostarrichi (1996–2001) Graaf van Bylant IV (2001–2004) |      | 1996    | 50,00     |                                 |
| Palladium         |                                                    | Zug (bis 2003)                                         |      | 1977    | 42,40     |                                 |

## Ehemalige Schiffe (nach 1945 im Einsatz)

### Ausflugsmotorschiffe
| Name(n) (bei KD)      | Name(n) (bei KD)                                                                         | Namen (andere Betreiber) | Bild | Betriebszeit* (bei KD)                    | Länge (m) | Anmerkungen                                                                                        | Verbleib                                       |
| Name                  | ehemalige Namen                                                                          | Namen (andere Betreiber) | Bild | Betriebszeit* (bei KD)                    | Länge (m) | Anmerkungen                                                                                        | Verbleib                                       |
| --------------------- | ---------------------------------------------------------------------------------------- | --- | ---- | ----------------------------------------- | --------- | -------------------------------------------------------------------------------------------------- | ---------------------------------------------- |
| Drachenfels (III)     |                                                                                          | |      | 1985–2014                                 | 64,60     | bauähnlich mit Rüdesheim (III), jedoch mit unterschiedlicher Befensterung und fünf Meter kürzer    | 2014 stillgelegt, 2016 verkauft                |
| Gutenberg             |                                                                                          | |      | 1930–1970                                 | 40,00     | 1945 bei Bombenangriff gesunken, später gehoben                                                    | 1970 stillgelegt                               |
| Trier (1960–1991)     | Albert Leo Schlageter (1936–1949) Rüdesheim (I) (1949–1958, 1960–1965) Baden (1958–1960) | Delta Queen (seit 1991) |      | 1936–1991                                 | 60,40     | erstes KD-Schiff mit VSP                                                                           | 2007 verschrottet                              |
| Rhein (1985–1993)     | Köln (1938–1947, 1952–1985)                                                              | General Mangin (1947–1953) Bellevue (1993–2003) |      | 1938–1947, 1953–1993                      | 70,26     | 1947–1953 Lotsenschulschiff der frz. Marine                                                        | 2003 verschrottet                              |
| Bonn (1955–2008)      | Prins Bernard (1938–1940, 1945–1955) NSR                                                 | Eisvogel (1940–1945) Prins Bernard (2008) |      | 1938–1940, 1945–1955 (NSR) 1955–1984 (KD) | 69,40     | 1940–1945 Teil der Minensuchflottille der Kriegsmarine im Rotterdamer Hafen, baugleich mit Koblenz | verkauft, seit 2008 Restaurantschiff in Malmö  |
| Wiesbaden (1954–1989) | Konigin Emma (1938–1942, 1945–1954) NSR                                                  | Gefion (1942–1944, 1944–1945) Ariadne (1944) Störtebecker (1989–1995) Triton (seit 1995)                                                                |      | 1938–1942, 1945–1954 (NSR) 1954–1989 (KD) | 69,86     | baugleich mit Düsseldorf                                                                           | verkauft, seit 1995 Wohnschiff                 |
| Koblenz (1955–1996)   | Nassau (1940–1955) NSR                                                                   | Graaf von Bylant (seit 1996) |      | 1940–1955 (NSR) 1955–1996 (KD)            | 70,20     | baugleich mit Bonn                                                                                 | verkauft, seit 1996 als Graaf von Bylant aktiv |
| Düsseldorf            | Oranje (1939–1954) NSR                                                                   | |      | 1939–1940, 1946–1954 (NSR) 1954–1996 (KD) | 69,50     | baugleich mit Wiesbaden                                                                            | im Hafen von Duisburg liegend                  |
| Frankfurt (1965–1995) | Hessen (1957–1965)                                                                       | Classic Lady (1995–2009) Barcelona (2009–2010) Ocean Diva Classic (2010–2012) New RiverZZ (2012–2014) De Waterman (2014–2015) Le Formidable (seit 2015) |      | 1957–1995                                 | 67,40     | | verkauft, bis 2019 aktiv als Le Formidable     |
| Berlin                |                                                                                          | Tourmalijn (ab 2006) RiverZZ (seit 2011) |      | 1959–2003                                 | 88,55     | | verkauft, ausgebrannt, verschrottet 2011       |
| Wappen von Mainz      | Deutschland (1961–1971) Drachenfels (II) (1971–1985)                                     | |      | 1961–2010                                 | 90,65     | ursprünglich baugleich mit Loreley (III), 1968 größere Umbauten                                    | 2010 verkauft                                  |
| Loreley (III)         |                                                                                          | |      | 1963–1996                                 | 92,30     | | 2003 verschrottet                              |
| Deutsches Eck         | Lohengrin (1971–1973)                                                                    | Rhin et Moselle (1945–1949) Drachenfels (1962–1971) Thames Souvereign (1988–2004) The Souvereign (seit 2004)                                            |      | 1971–1985                                 | 40,88     | 1944 bei Bombenangriff gesunken, später gehoben                                                    | 1985 verkauft, aktiv in London                 |
| Rheinpfeil            |                                                                                          | Raketa 72 (seit 2008) |      | 1972–1997                                 | 26,96     | erstes Tragflügelboot auf dem Rhein                                                                | 1998 verkauft, im Privatbesitz                 |
| Rüdesheim (III)       |                                                                                          | Kaiserin Elisabeth (2003–2010) Rosa Victoria (seit 2010)                                                                                                |      | 1987–2003                                 | 69,00     | bauähnlich mit Drachenfels (III), jedoch mit unterschiedlicher Befensterung und fünf Meter länger  | 2003 verkauft, aktiv als Rosa Victoria         |
| Rheinjet              |                                                                                          | Rheinblitz (2000–2001) Meteoor II (seit 2002) |      | 1996–2000                                 | 21,32     | Tragflügelboot                                                                                     | 2000 verkauft                                  |
| Enterprise            |                                                                                          | RPR Eins Enterprise (1997–2001) Oceandiva Futura (seit 2008)                                                                                            |      | 2001–2006                                 | 60,38     | dem Raumschiff Enterprise nachempfunden, von KD gechartert                                         | 2008 verkauft                                  |
| Wappen von Köln       | Rhein (bis 1985)                                                                         | |      | 1967–2015                                 | 92,50     | | 2015 verkauft und abgewrackt                   |

### Dampfschiffe
| Name(n) (bei KD)             | Name(n) (bei KD)                                             | Namen (andere Betreiber)            | Bild | Betriebszeit* (bei KD) | Baujahr | Länge (m) | Anmerkungen                                                          | Verbleib                                      |  |
| Name                         | ehemalige Namen                                              | Namen (andere Betreiber)            | Bild | Betriebszeit* (bei KD) | Baujahr | Länge (m) | Anmerkungen                                                          | Verbleib                                      |  |
| ---------------------------- | ------------------------------------------------------------ | ----------------------------------- | ---- | ---------------------- | ------- | --------- | -------------------------------------------------------------------- | --------------------------------------------- |  |
| Concordia (I)                |                                                              |                                     |      | 1827–1840              | 1827    | 42,70     | nach Saisonende 1840 nach Holland verkauft                           |                                               |  |
| Friedrich Wilhelm            |                                                              |                                     |      | 1827–1840              | 1827    | 43,90     | 1840 nach Holland verkauft                                           |                                               |  |
| Agrippina                    |                                                              |                                     |      | 1828–1846              | 1826    | 51,76     |                                                                      |                                               |  |
| Prinz Friedrich von Preussen | De Rijn NSM                                                  | Prins Frederik NSM                  |      | 1829–1831              | 1825    | 45,72     | 1831 an die NSM verkauft                                             | 1844 abgewrackt                               |  |
| Ludwig                       |                                                              |                                     |      | 20.1.–31.3.1832        | 1827    | 35,08     | 1832 an die NSM zurückverkauft                                       | bis 1851 nachweislich in Holland in Fahrt     |  |
| Stadt Frankfurt              |                                                              | RMDG                                |      | 1832–1840              | 1828    | 30,48     | 1828–1832 für RMDG im Einsatz                                        | 1840 abgewrackt                               |  |
| Prinzessin Marianne (I)      |                                                              |                                     |      | 1831–1841              | 1831    | 42,67     | zuletzt als Schlepper eingesetzt                                     | 1841 nach Havarie abgewrackt                  |  |
| Stadt Mainz (I)              | Schelde NSM                                                  | 1840–1847 NSM                       |      | 1830–1840              | 1830    | 39,00     | 1878 an Abwrackwerft verkauft                                        |                                               |  |
| Prinz von Preussen           |                                                              | PRDG                                |      | 1850–1890              | 1850    | 62,60     | 1890 außer Betrieb                                                   | 1892 verschrottet                             |  |
| Deutscher Kaiser             |                                                              | Hamburg                             |      | 1871–1912              | 1871    | 79,39     | 1912 verkauft                                                        | 1924 verschrottet                             |  |
| Drachenfels (I)              |                                                              |                                     |      | 1888–1963              | 1888    | 74,10     | 17. März 1945 in Rheinhausen versenkt, 1947 repariert                | 1963 verschrottet                             |  |
| Frauenlob                    |                                                              | D 71                                |      | 1890–1956              | 1890    | 68,60     | 1949 Maschinenschaden mit drei Todesopfern                           | 1957 verschrottet                             |  |
| Kaiserin Friedrich           |                                                              |                                     |      | 1897–1944              | 1896/97 | 68,50     | 1944 Sprengbomben bei Ludwigshafen-Oppau                             | 1947 verschrottet                             |  |
| Rheingold                    |                                                              |                                     |      |                        | 1902    | 73,50     | 1945 selbst bei Assmanshausen versenkt, ab 1950 wieder in Fahrt      | 1967 verschrottet                             |  |
| Barbarossa                   |                                                              |                                     |      | 1903–1964              | 1903    | 76,70     | 1945 im Hafen Brohl versenkt                                         | 1972 in Rotterdam verschrottet                |  |
| Elberfeld (III)              |                                                              |                                     |      |                        | 1905    | 73,00     |                                                                      | 1968 verschrottet                             |  |
| Großherzog Ernst-Ludwig      | Ernst-Ludwig, Großherzog von Hessen und bei Rhein (bis 1936) |                                     |      | 1906–1963              | 1906    | 75,50     | 1945 am Hammersteiner Werth versenkt, ab 1949 wieder in Fahrt        | 1967 verschrottet                             |  |
| Cecilie                      | Kronprinzessin Cecilie (bis 1950)                            |                                     |      | 1910–1975              | 1910    | 77,80     | Durch Bombentreffer 1945 in Mannheim versenkt                        | 1984 verschrottet                             |  |
| Kaiser Wilhelm               | Kaiser Wilhelm II (bis 1934)                                 |                                     |      |                        | 1912    | 82,30     |                                                                      | 1958 verschrottet                             |  |
| Bismarck (I)                 |                                                              | Freiherr vom Stein (I) Westmark (I) |      | 1883–1925              | 1883    | 68,60     | ab 1936 im Besitz der Reederei Gebr. Luwen, Ruhrort                  | 1951 verschrottet                             |  |
| Bismarck (II)                |                                                              |                                     |      |                        | 1914    | 79,20     | Erstes Kriegsopfer, am 4. Juni 1940 Bombentreffer in Neuss           | 1977 verschrottet                             |  |
| Frieden                      | Hindenburg (bis 1945)                                        | D 602                               |      |                        | 1916    | 77,80     | 1968 im Kölner Rheinauhafen ausgebrannt                              | 1969 verschrottet                             |  |
| Vaterland                    |                                                              |                                     |      |                        | 1926    | 79,03     | 1945 bei Neuwied gesprengt und gesunken, 1949 gehoben und repariert  | 1975 verschrottet                             |  |
| Rüdesheim (II)               | Rheinland (bis 1965)                                         | De Majesteit (seit 1999)            |      |                        | 1926    | 82,50     | 1945 in Kaiserswerth gesunken, 1951 wieder in Stand gesetzt          | 1999 verkauft, als De Majesteit aktiv         |  |
| Mainz                        |                                                              | Museumsschiff Mannheim (seit 1985)  |      |                        | 1929    | 83,62     | 1956 nach Havarie mit Elise in Koblenz gesunken und wieder repariert | verkauft, seit 1985 Museumsschiff in Mannheim |  |

## Flusskreuzfahrtschiffe
Abkürzungen
- DGNM = Dampfschiffahrts-Gesellschaft für den Nieder- und Mittelrhein, Düsseldorf
- KD = Köln-Düsseldorfer
- NSM = Nederlandsche Stoomboot Maatschappij, Rotterdam
- NSR = Nederlandsche Stoomboot Reederij, Rotterdam
- PRDG = Preußisch-Rheinische Dampfschiffahrts-Gesellschaft, Köln
- RMDG = Rhein-Main-Dampfschiffahrtsgesellschaft, Mainz

| Name(n) (bei KD)                              | Name(n) (bei KD)        | Namen (andere Betreiber) | Bild | Baujahr | Betriebszeit* (bei KD) | Länge (m) | Anmerkungen                         | Verbleib                                      |
| Name                                          | ehemalige Namen         | Namen (andere Betreiber) | Bild | Baujahr | Betriebszeit* (bei KD) | Länge (m) | Anmerkungen                         | Verbleib                                      |
| --------------------------------------------- | ----------------------- | --- | ---- | ------- | ---------------------- | --------- | ----------------------------------- | --------------------------------------------- |
| Europa                                        |                         | Victoria Cruziana (seit 1998) |      | 1960    | 1960–1996              | 088,48    | erstes Flusskreuzfahrtschiff der KD | Am 19. November 2010 in Passau gesunken       |
| Helvetia                                      |                         | Hispania (seit 2005) |      | 1961    | 1961–2001              | 093,20    |                                     | verkauft, als Hispania aktiv                  |
| Nederland                                     | Elbresidenz (1991–1994) | - Rhine Princess (1988) - Globus (1989) - Road to Mandalay (seit 1996)                                                                                         |      | 1964    | 1964–1994              | 101,62    |                                     | verkauft, in Myanmar aktiv                    |
| France                                        |                         | - Avanti (1998–2002) - Statendam (seit 2002) |      | 1966    | 1966–1998              | 104,30    |                                     | verkauft, als Statendam aktiv                 |
| Britannia                                     |                         | |      | 1969    | 1969–2001              | 110,00    | baugleich mit Deutschland           | verkauft, im aktiven Dienst                   |
| Deutschland                                   |                         | Alemannia (seit 2008) |      | 1971    | 1971–2001              | 110,00    | baugleich mit Britannia             | verkauft, als Alemannia aktiv                 |
| Austria (1976–2001)                           |                         | - Holland Pearl (1971–1976) - Bonaventura Pearl (2001) - Danube Pearl (2003) - Papageno (2004) - Aurora (2005) - Basilea Danubia (2007) - My Story (seit 2007) |      | 1971    | 1976–2001              | 104,64    | baugleich mit Italia                | verkauft, derzeit als My Story aktiv          |
| Italia (1976–2001)                            |                         | - Holland Emerald (1971–1976) - Bonaventura Emerald (2001) - Rhine Emerald (2003–2007) - Bellriva (seit 2007)                                                  |      | 1971    | 1976–2001              | 104,64    | baugleich mit Austria               | verkauft, derzeit als Bellriva aktiv          |
| Wilhelm Tell                                  |                         | Rigoletto (seit 2002) |      | 1987    | 1987–2001              | 094,86    |                                     | verkauft, seit 2002 als Rigoletto aktiv       |
| Heinrich Heine                                |                         | Ursula III (von 1990 bis 1993) |      | 1990    | 1993–2001              | 106,38    |                                     | verkauft, im aktiven Dienst                   |
| Clara Schumann (ab 2011 auch Viking Schumann) |                         | - Lale Andersen (2017) - De Amsterdam (2018) |      | 1991    | 1991–2001              | 094,80    | baugleich mit Theodor Fontane       | ab 2001 im Dienst bei Viking River Cruises    |
| Theodor Fontane                               |                         | - Viking Fontane (2010 bis 2017) - Junker Jörg (seit 2017) |      | 1991    | 1991–2001              | 094,80    | baugleich mit Clara Schumann        | seit 2017 im Dienst bei Luther Travel Cruises |

## Farblegende
| zugekaufte, bzw. nicht selbst in Auftrag gegebene Schiffe                                                                               |
| Schiffe der zur Köln-Düsseldorfer gehörenden Nederlandsche Stoomboot Rederij (NSR), die nach dem Zweiten Weltkrieg zurückgekauft wurden |